# Michał Edward Mohr
Michał Edward Mohr (ur. 17 grudnia 1804 w Józefowie, zm. 13 grudnia 1879 w Krakowie) – lekarz, fizyk miejski Krakowa.

## Życiorys
Urodził się 17 grudnia 1804 w rodzinie Michała, aptekarza z Kazimierza, i jego żony Eleonory z d. Lange. W 1829 uzyskał stopień doktora medycyny.
W 1829 został przez senat rządzący mianowany zastępcą fizyka przy szpitalu św. Ducha w Krakowie. W 1832 został fizykiem przy szpitalu św. Łazarza i w tym samym roku objął funkcję fizyka miasta Krakowa. Od 1842 był fizykiem miejskim oraz okręgowym i obowiązki te pełnił do swojej śmierci.
Żonaty był z Marią Anną Lemańską, z którą miał dwóch synów, Michała Emila i Edwarda Marię, oraz córkę Marię. Zmarł 13 grudnia 1879 w Krakowie i pochowany został na cmentarzu Rakowickim.